# Circobotys
Circobotys là một chi bướm đêm thuộc họ Crambidae.

## Các loài
- Circobotys arrogantalis (Tams in Caradja, 1927)
- Circobotys aurealis (Leech, 1889)
- Circobotys brevivittalis (Hampson, 1996)
- Circobotys cryptica Munroe & Mutuura, 1969
- Circobotys elegans Munroe & Mutuura, 1969
- Circobotys elongata Munroe & Mutuura, 1969
- Circobotys flaviciliata (Hampson, 1910)
- Circobotys heterogenalis (Bremer, 1864)
- Circobotys limbata Moore, 1888
- Circobotys malaisei Munroe & Mutuura, 1970
- Circobotys nigrescens (Moore, 1888)
- Circobotys nycterina Butler, 1879
- Circobotys occultilinea (Walker, 1863)
- Circobotys plebeia Munroe & Mutuura, 1969
- Circobotys sinisalis (Walker, 1859)